# Martin Mayer

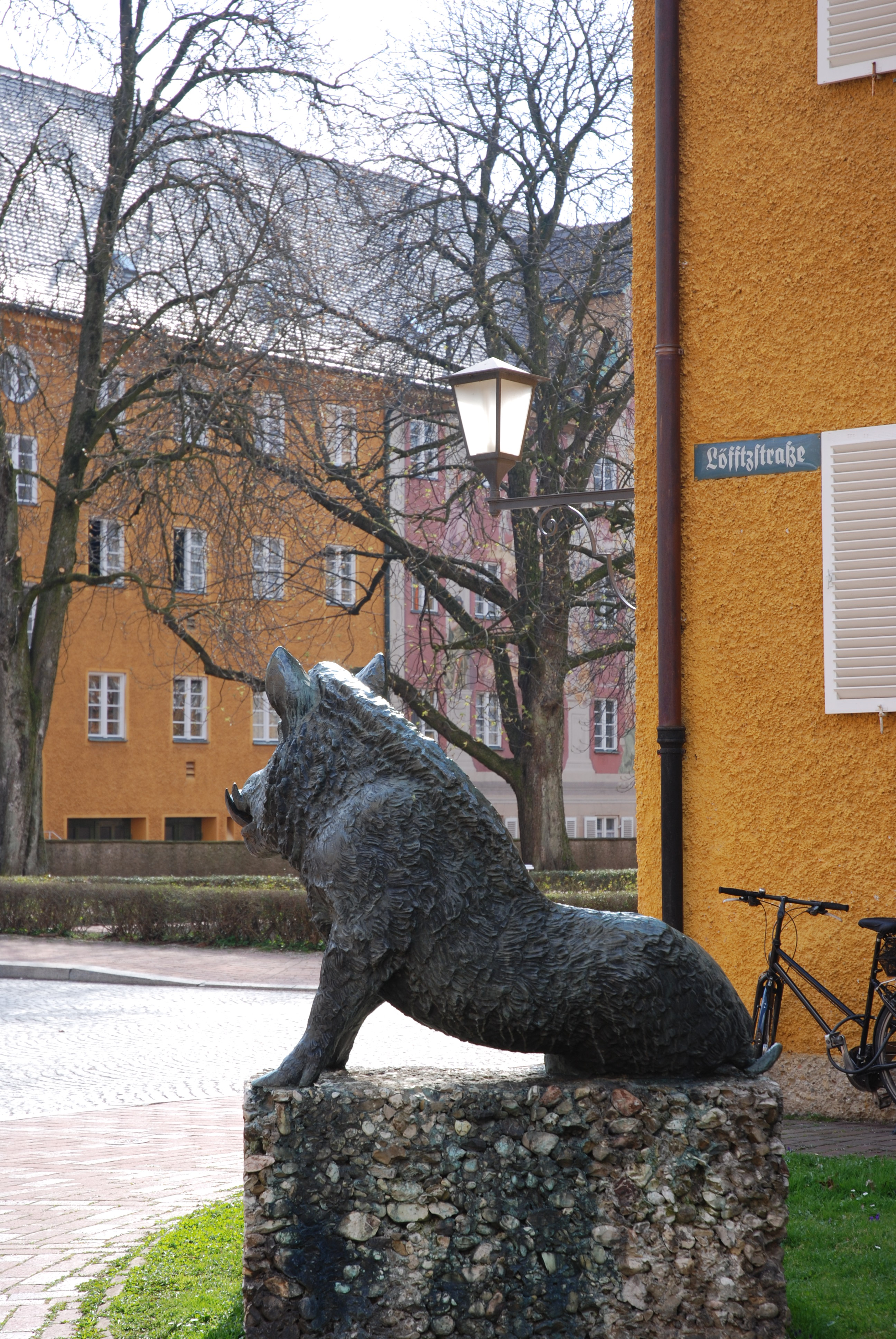
Sittande vildsvinsgalt i Borstei i München.

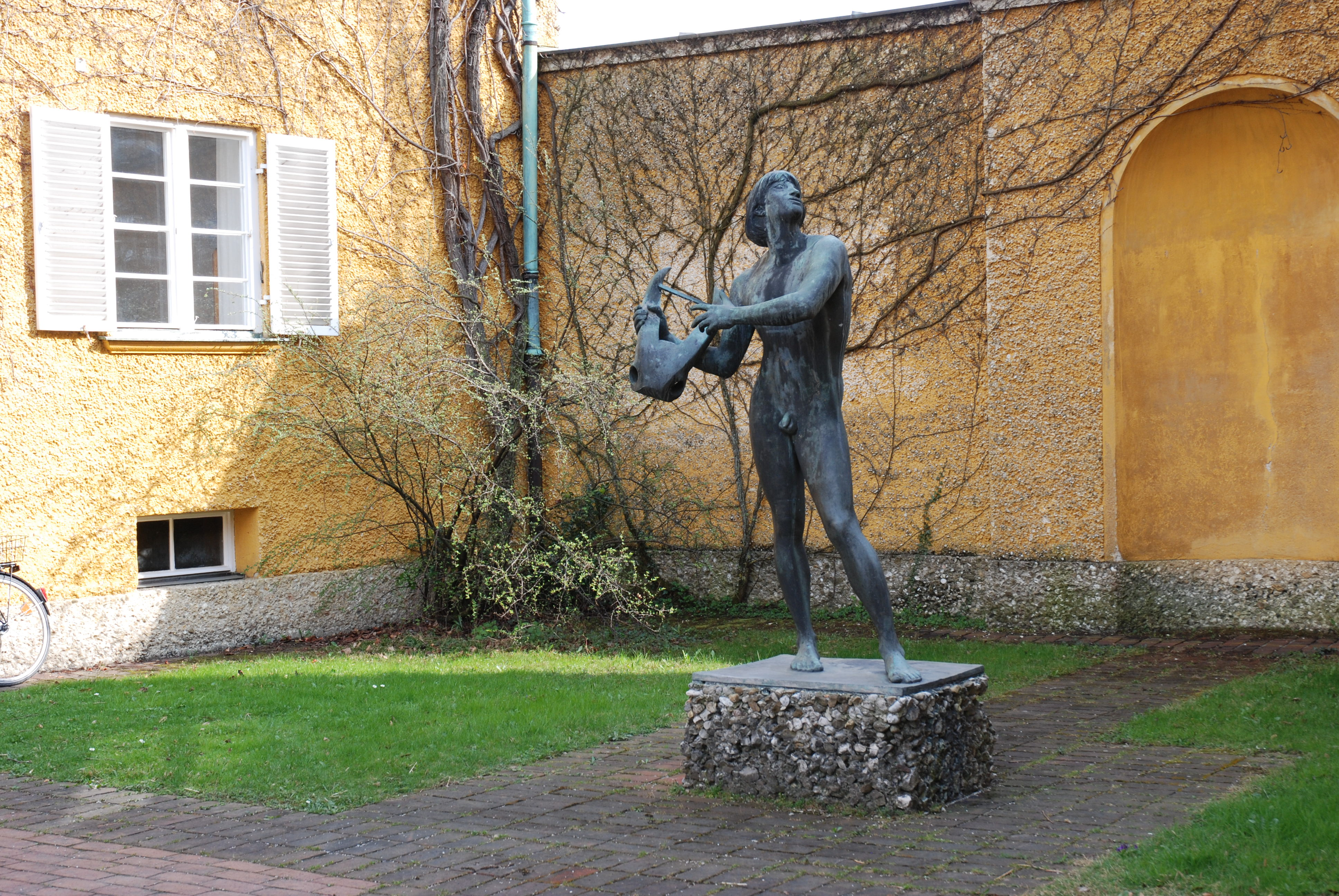
Orpheus i Borstei i München.

Martin Mayer, född 16 januari 1931 i Berlin död den 18 januari 2022, var en tysk skulptör och grafiker.
Martin Mayers föräldrar var grafiker. Han utbildade sig 1946–49 privat för skulptören Theodor Georgii (1883-1963), som var professor vid Akademie der Bildenden Künste München och 1950–54 vid akademien. Han assisterade också Georgii, bland annat i restaureringen av Adolf von Hildebrands Wittelsbacher Brunnen från 1895 vid Lenbachplatz i München. Han utbildade sig också i grafik, konstgjutning och foto. Han bodde och arbetade sedan 1946 i München och hade bland annat sedan 1963 en skulpturateljé och grafikverkstad i Borstei, där det också finns flera offentliga skulpturer av honom.

## Offentliga verk i urval
- Sittande vildsvinsgalt, brons, 1960, 1976, 1980 och 1998, respektive vid Bernhard-Borst-Strasse i Borstei i München, vid ingången till Deutschen Jagd- und Fischereimuseum vid Neuhaser Strasse i München, Weichertstrasse i Aschaffenburg och Römerplatz i Kirchheimbolanden
- Orpheus, brons, 1962, Löfft-Strasse i Borstei i München
- Hårtvätt, brons, 1969, Hölty-Strasse i München och Luisenpark i Mannheim
- Olympia Triumphans, brons, 1973, Ernst-Curtius-Weg i Münchens olympiapark
- Franciscus als Friedensbote, brons, 1979 och 1999, vid Sonnenstrasse i München och Roonstrasse i Mannheim
- Martin Luther, brons, 1983 och 1996, Martin-Luther-Platz i Weissenburg i Bayern och Stiftsplatz i Landau in der Pfalz
- Bukolika, brons, Zeppelinstrasse/Ludwigsbrücke i München
- Jacobspilger, brons, 1987 och 1992, vid Maximilianstrasse i Speyer am Rhein samt vid Pilgrimsmuseet i byn Hastingues i sydvästra Frankrike nära gränsen till Spanien
- Porträttbyst av Borsteis grundare Bernhard Borst, brons, 2002, rosengården i Borstei i München

## Fotogalleri

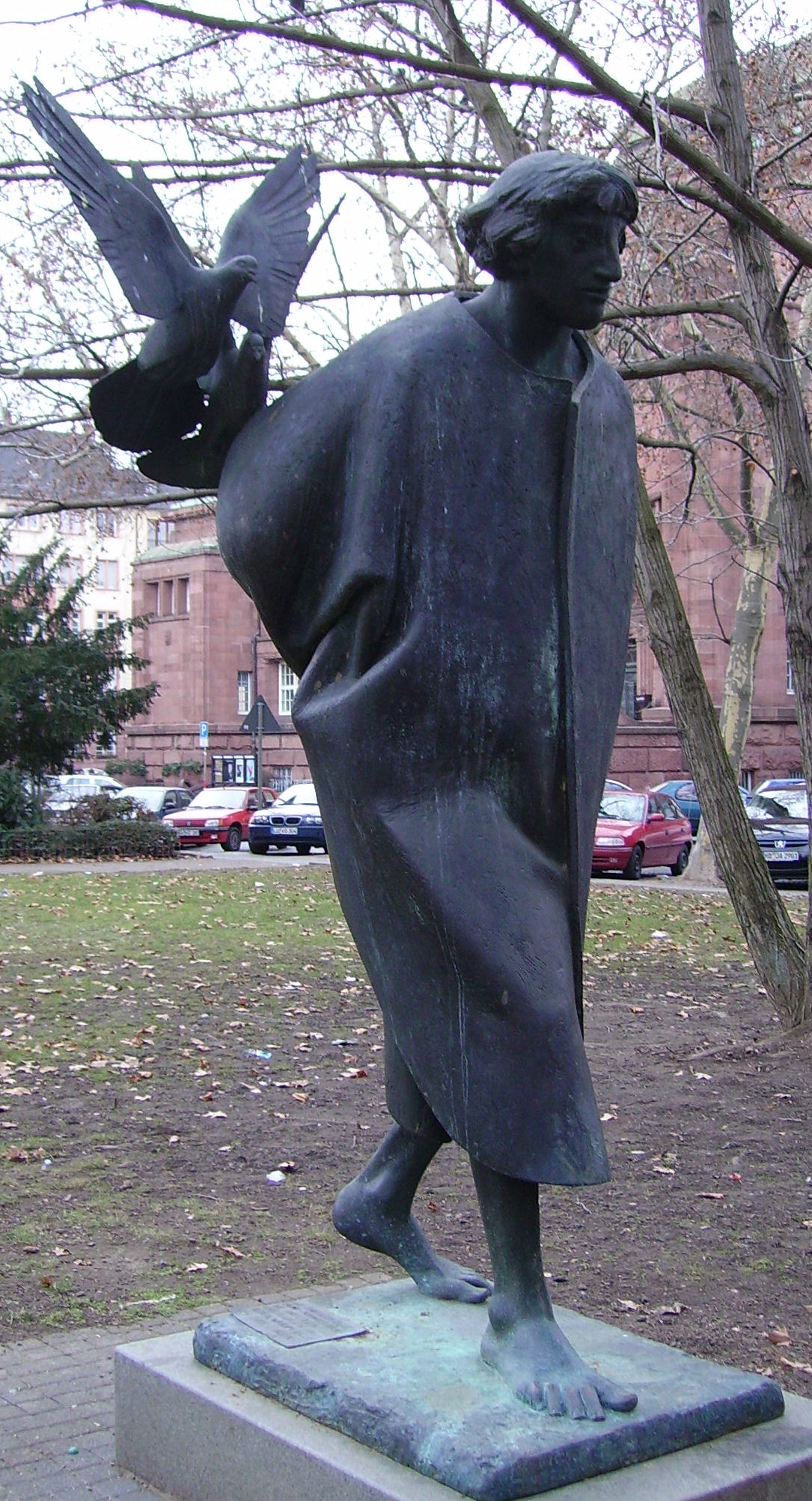
Den helige Franciskus, brons, utanför Mannheims konsthall
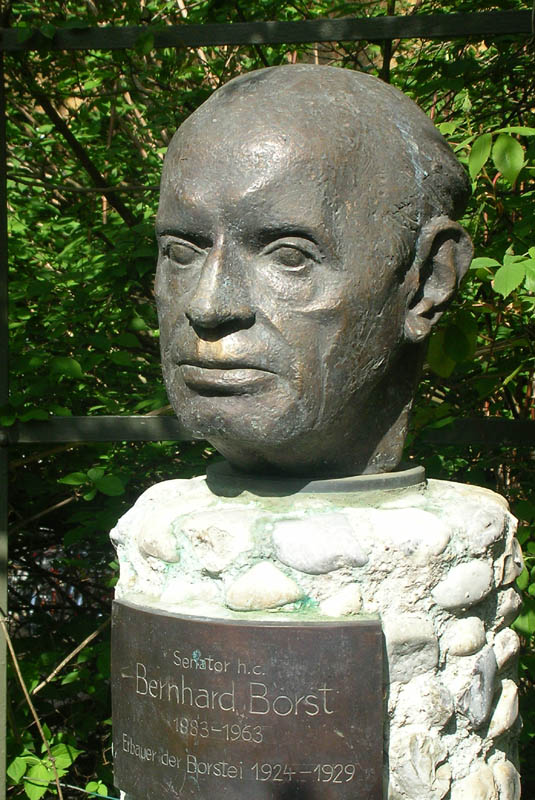
Porträttbyst av Bernhard Borst, rosengården i Borstei i München
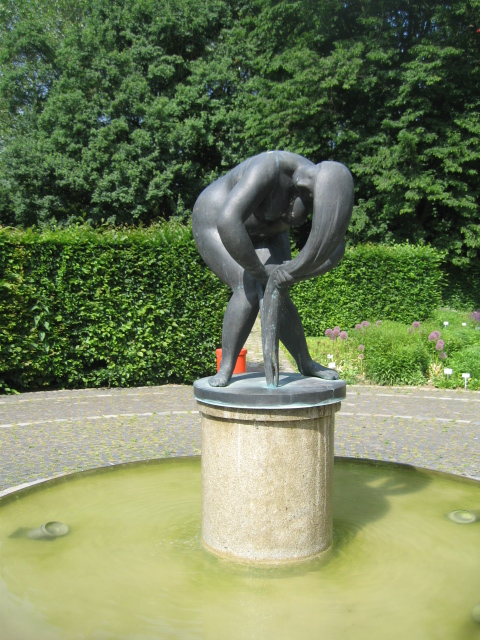
Hårtvätt, brons, Luisenpark i Mannheim
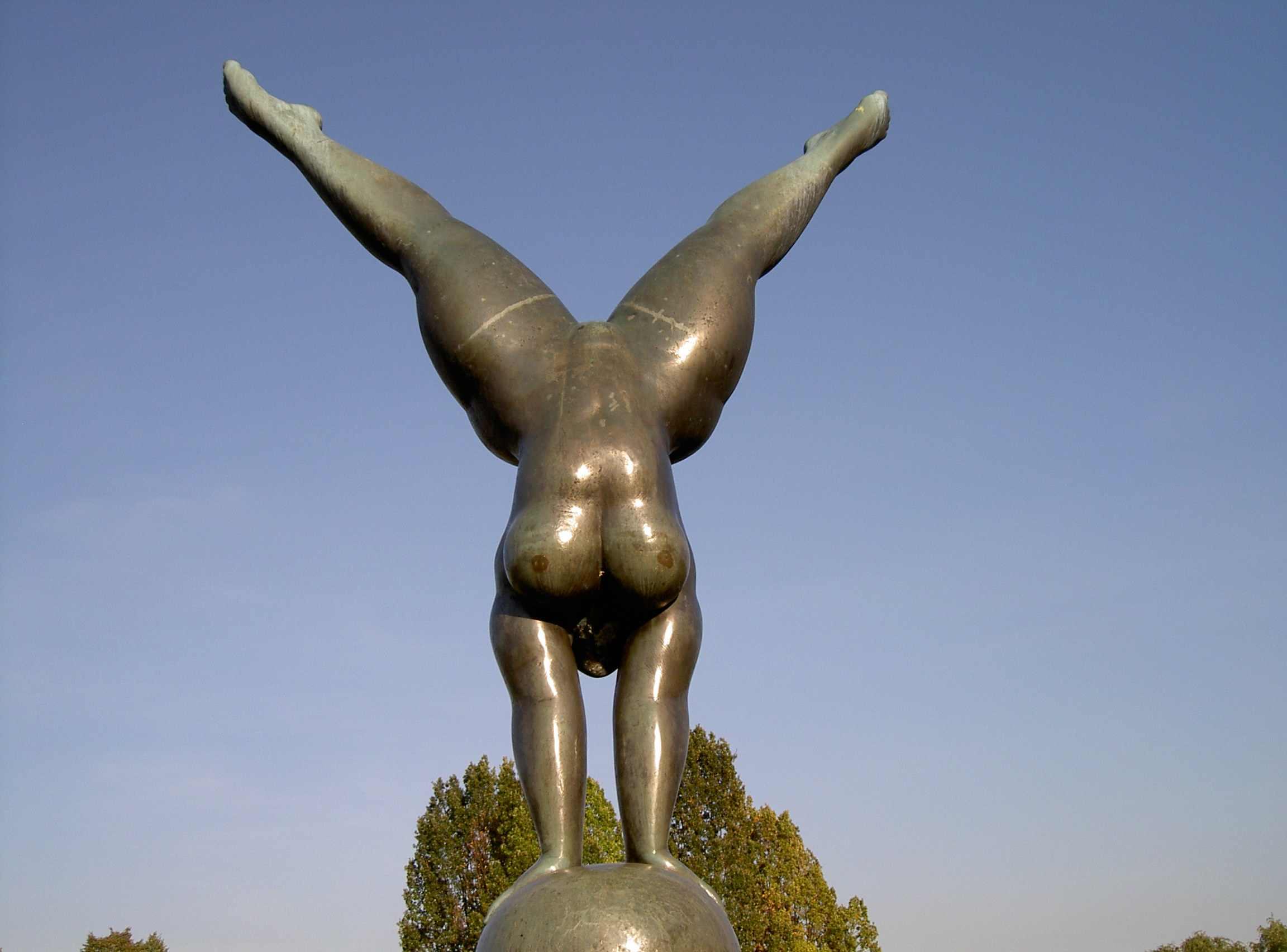
Olympisk vinnare, brons, Münchens olympiapark
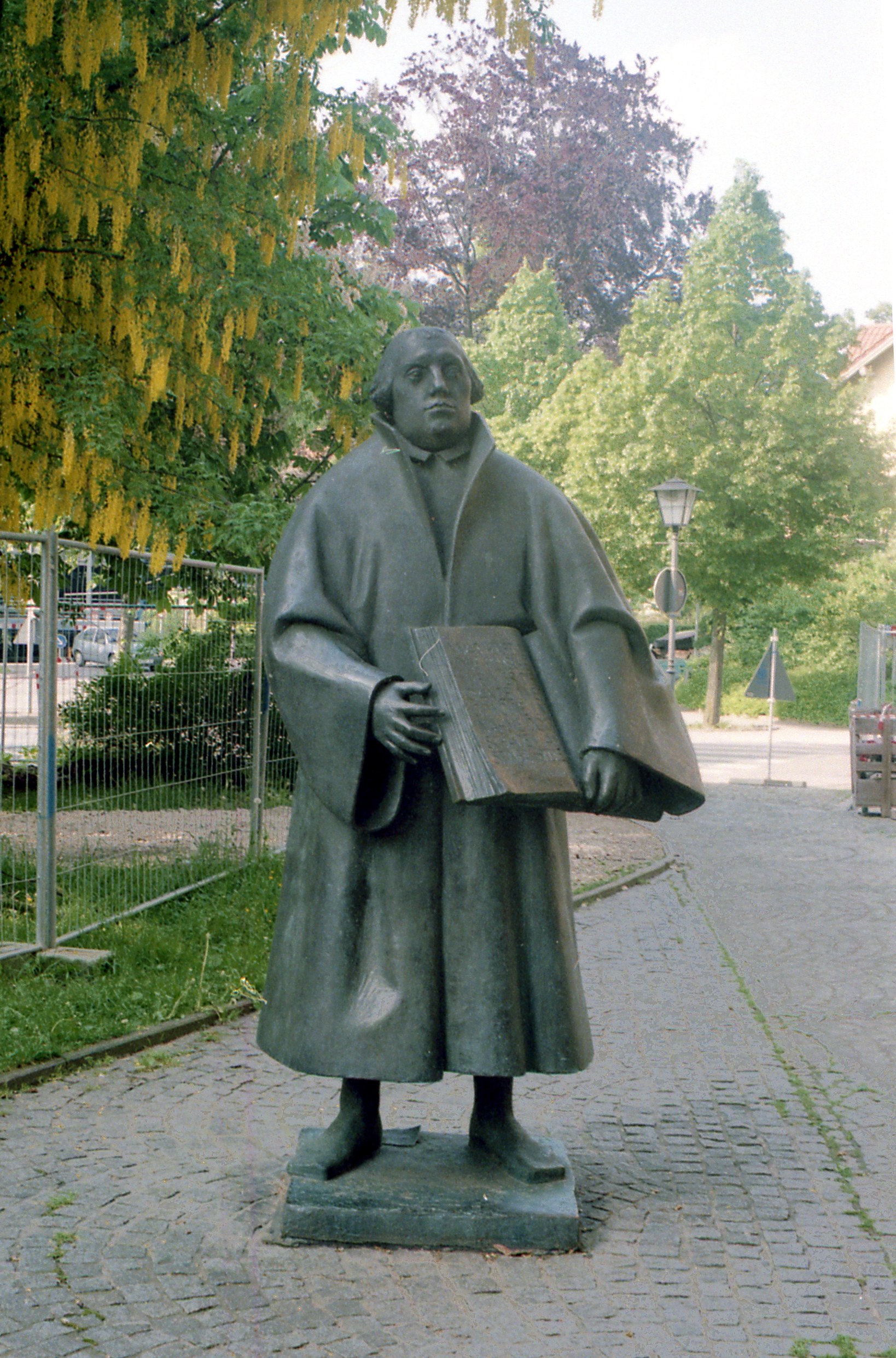
Martin Luther, brons, 1983, i Weissenburg i Bayern
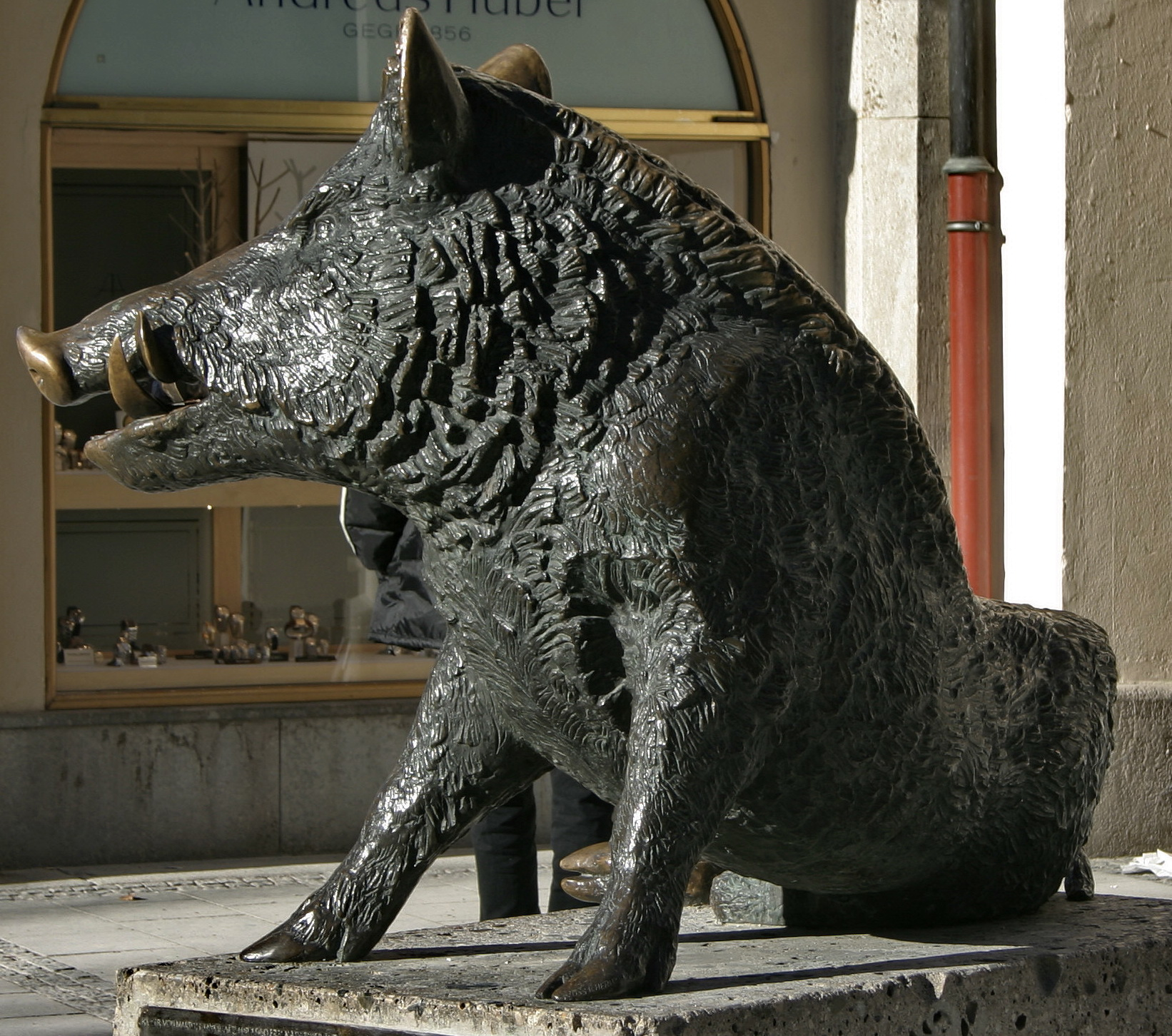
Sittande vildsvinsgalt, utanför Deutschen Jagd- und Fischereimuseum i München